# Santa Cruz del Valle Urbión
Santa Cruz del Valle Urbión és un municipi de la província de Burgos a la comunitat autònoma de Castella i Lleó. Forma part de la comarca de Montes de Oca.

## Demografia
| 1991 |  | 1996 |  | 2001 |  | 2004 |
| ---- |  | ---- |  | ---- |  | ---- |
| 143  |  | 133  |  | 118  |  | 114  |